# Fremdling (Meteorit)
Als Fremdling werden undurchsichtige Einschlüsse in Calcium-Aluminium-reichen Einschlüssen (CAI) von chondritischen Meteoriten bezeichnet. Sie gehören zu den exotischsten und am wenigsten verstandenen Objekten in Meteoriten. Die selten mehr als 0,1 mm großen, rundlichen Einschlüsse in Klinopyroxen- oder Melilithkristallen unterscheiden sich grundlegend von ihrer Umgebung. Im Gegensatz zu den weißen, eher transparenten Calcium-Aluminium-Silikaten sind sie schwarz, undurchsichtig und enthalten vorwiegend Nickel-Eisen-Legierungen, Sulfide oder Oxide von Eisen (Fe), Nickel (Ni), Wolfram (W), Molybdän (Mo), Vanadium (V) sowie metallische Körnchen aus Platinmetallen. All diese Elemente fehlen in den sie umgebenden Mineralen der CAIs und Fremdlinge sind die wesentliche Quelle von Platinmetallen in Meteoriten. Während für die CAI eine Bildung bei sehr hohen Temperaturen unter extrem reduzierenden Bedingungen angenommen wird, zeigen die Fremdlinge Zusammensetzungen, die auf deutlich niedrigere Temperaturen und oxidierende Bedingungen hinweisen.

## Zusammensetzung
Fremdlinge können in ihrem Aufbau und Zusammensetzungen unterschiedlich komplex und inhomogen sein.
Typ 1-Fremdlinge bestehen zu 50–70 Volumen-% aus metallischen Nickel-Eisen, Sulfiden (z. B. Pentlandit, Molybdänit MoS2, Tungstenit WS2) und Körnchen aus Legierungen von Platinmetallen. 30–50 Volumen-% machen Calciumphosphate (z. B. Apatit), Oxide (z. B. Magnetit) und Silikate (z. B. Burnettit-reicher Klinopyroxen, Melilith, Anorthit, Wollastonit, Nephelin, Sodalith) aus. Die Kristalle von Nickel-Eisen, Pentlandit, Calciumphosphat und Platinmetalllegierungen sind oft idiomorph und zeigen keine Reaktionsgefüge. Die Platinmetallkörnchen sind sehr klein (< 1 µm) und recht gleichmäßig über alle Minerale des Fremdlings verteilt.
Typ 2-Fremdlinge bestehen zu 70–90 Volumen-% aus metallischen Nickel-Eisen und nur wenigen Sulfiden (Molybdänit, Tungstenit). Silikate und Phosphate finden sich, wenn überhaupt, als ein Aggregat an einer Seite des Einschlusses und kleinste Körnchen aus Platinmetalllegierungen finden sich fein verteilt im Nickel-Eisen ebenso wie in den Silikaten. Ihre Zusammensetzung schwankt sehr stark und reicht von nahezu reinem Ruthenium (Ru) oder Platin (Pt) über Rhenium-Ruthenium-Legierungen zu komplexen Legierungen aus Os, Ir, Pt, Ru, Rh, Re, Mo, W.
Typ 3-Fremdlinge ähneln in ihrer Zusammensetzung den Typ-1 Fremdlingen, zeigen aber ein anderes Korngefüge und meist einen schalig konzentrischen Aufbau. Sie bestehen zu 0–70 Volumen-% aus metallischem Nickel-Eisen, das zusammen mit Sulfiden (Molybdänit, Tungstenit) in einem oft schwammartigen, lockeren Gefüge den Kern der Fremdlinge ausmacht. Umgeben sind diese Kerne von einer Kruste aus Oxiden, Phosphaten und Silikaten, die sowohl hochschmelzende wie auch leicht flüchtige Elemente enthalten. Dokumentiert wurden z. B. Pyroxene, Spinell, Baddeleyit, Anorthit, Nephelin und Sodalith. Kleinste Körnchen aus Platinmetalllegierungen finden sich verteilt in allen Mineralen der Fremdlinge, in der Silikatkruste mitunter auch in klumpigen Aggregaten.

## Bildung und Vorkommen
Fremdlinge finden sich in Calcium-Aluminium-reichen Einschlüssen (CAI) von Kohligen Chondriten. Hier treten sie sowohl in Typ-A-CAIs wie auch in Typ-B-CAIs auf, gehäuft als Einschluss in Spinell und Fassait. In der Literatur zu Meteoriten hat sich die Bezeichnung Fassait für Kushiroit-Grossmanit-Davisit-Burnettit-Diopsid-Mischkristalle gehalten.
Spinell-Framboide, das sind himbeerförmige, kugelige Aggregate kleiner Spinellkristalle, gehören zu den ersten Kondensaten aus dem sich abkühlenden Sonnennebel. Sie finden sich als Einschluss in CAIs und enthalten Fremdlinge, die vermutlich nach der Kondensation der Spinelle und vor der Bildung der Silikate (Melilith, Pyroxen, Anorthit) in die Spinell-Aggregate eingefügt wurden.
Auch in kosmischen Staubpartikeln, die aus Tiefseesedimenten des Indischen Ozeans geborgen wurden, konnte ein ~12µm großer Fremdling gefunden werden. Er ist frei von Wolfram und Molybdän und zeigt eine einfache Zonierung mit einem Kern aus Platinmetallen umgeben von metallischen Ni-Fe und einem äußeren Rand aus Sulfiden.
Fremdlinge sind im Allgemeinen nicht größer als wenige µm und die wenigen großen und gut untersuchten Exemplare bekamen eigene Namen.
Willi ist mit einem Durchmesser von ~0,15 mm ein riesiger, komplex aufgebauter Typ-3 Fremdling, der in einem Melilithkristall des Typ B CAI 5241 des Allende-Meteoriten entdeckt wurde. Sein Kern besteht aus einigen Gruppen idiomorpher V-Magnetit-Kristalle, die von locker gepackten Skelettkristallen einer Ni-Fe-Legierung umgeben sind. Die Ni-Fe-Kristalle bestehen zu ~60 % aus Ni mit 36 % Fe und geringen Mengen an Cobalt (Co), Pt, V, Cr und Phosphor (P). In den Ni-Fe-Kristallen finden sich kleinste, idiomorphe Einschlüsse aus V-Magnetit. Die größte Gruppe der V-Magnetite im Kern ist von einem Ring aus Troilit umgeben. Ebenfalls im Kern von Willi wurde zum ersten Mal das Mineral Scheelit in einem Meteoriten gefunden. Es bildete sich hier vermutlich durch die Reaktion von Ferberit mit einem Ca-haltigen Mineral, z. B. Apatit. Dieser komplexe Kern ist von einer dichten Schicht V-Magnetit ummantelt. Am Kontakt zum umgebenden Melilith ist der Fremdling von Vanadium-reichen Pyroxen (Burnettit) und Spinell umgeben. Im gesamten Fremdling verteilt finden sich µm-große Kriställchen einer komplexen, Platin-armen Osmium-Ruthenium-Legierung.
Die Gefügemerkmale sprechen dafür, dass Willi und die zahlreichen kleinen Fremdlinge dieses CAI vor den Silikaten existierten und, möglicherweise zusammen mit den Spinelen, von einem CAI-Schmelztröpfchen aufgenommen wurden und anschließend rasch abgekühlt sind.
Zelda ist ein gigantischer Typ-3-Fremdling mit einem Durchmesser von ~1 mm. Dieses sulfidreiche Körnchen wurde aus einem Fassaitkristall des Typ-B CAI Egg6 des Allende-Meteoriten geborgen. Er besteht zu je ~1/3 aus Pentlandit und Troilit mit ~20 % Coulsonit (Vanadium-Magnetit), 5 % Ni-Fe-Legierung, 3 % Merrillit, 2 % Molybdänit und kleinen Mengen Os-Ru- sowie Pt-Ir-Legierungen. Der Kern besteht aus Troilit und ist von einem Rand aus Pentlandit umgeben. In diesen Sulfiden finden sich kleine, isolierte Kristalle von Ni-Fe und unregelmäßig geformte V-Magnetit-Kristalle. Idiomorphe Kristalle von Merrilit und Molybdänit finden sich gleichmäßig verteilt in Pentlandit und Troilit. Pt-Ir-Körnchen kommen ausschließlich in der Umgebung von NiFe-Metall im Pentlandit vor und sind ein Rückstand der Pt-Ir-haltigen NiFe-Legierung, die zu Pentlandit umgewandelt wurde. Anders als die Pt-Ir-Körnchen treten die Os-Ru-Körnchen gleichmäßig verteilt im gesamten Fremdling auf und sind vor den Sulfiden gebildet worden. Ein Randbereich aus V-Spinell und Pyroxen wurde nicht beobachtet, kann aber beim Herauslösen des Fremdlings aus dem Wirtskristall in diesem verblieben sein.
Zelda wurde durch Umwandlung eines Fremdlings, der ähnlich wie Willi reich an Ni-Fe-Metall und Magnetit war, bei Temperaturen um 800–900 °C gebildet.
Zorba ist ein weiterer, riesiger, sulfidreicher Fremdling aus dem CAI Egg6 des Allende-Meteoriten, mit höheren Gehalten der Ni-Fe-Legierung, als Zelda. Seine Zusammensetzung wird auf 41 % Ni-Fe, 45 % Pentlandit und Troilit, 4,9 % V-Magnetit und 7,5 % Molybdänit geschätzt. Anders als Willi enthält Zorba nur geringe Mengen Wolfram.
Zur Bildung der Fremdlinge gibt es unterschiedliche Modelle und keines kann alle Eigenschaften der Fremdlinge erklären.
Die Arbeitsgruppe um El Gorsey am Max-Planck-Institut für Kernphysik in Heidelberg geht davon aus, dass die Fremdlinge bereits vor den CAIs existierten, in denen sie eingeschlossen sind, und als feste Fremdkörper von diesen aufgenommen wurden. Die hohe Variabilität vor allem der Zusammensetzungen der Platinmetalllegierungen erklären sie mit vielen, zeitlich und räumlich unabhängigen Kondensationsprozessen und präsolarem Material, dass bereits vor der Entstehung des Sonnennebels existierte, und später zu den komplex aufgebauten Fremdlingen verbacken wurde. Eine weitere mögliche Erklärung für die variablen Zusammensetzungen der Platinmetalllegierungen wäre, dass nicht jeweils eine Legierung aus verschieden zusammengesetzten Bereichen des präsolaren Nebels kondensierte, sondern mehrere, strukturell verschiedene und chemisch nicht mischbare Legierungen aus einem, chemisch homogenen Bereich.
Die Gruppe um H. Palme betrachtet Fremdlinge als Produkte eines mehrstufigen Prozesses, der mit einer Kondensation von hochschmelzenden, siderophilen Elementen beginnt, gefolgt von der Aufnahme in CAIs und anschließender Oxidation (Bildung von Magnetit) und Sulfidisierung (Troilit, Pentlandit).
Aktuelle elektronenmikroskopische Untersuchungen an diesen Körnchen hochschmelzender Metalle deuten in die gleiche Richtung. Jedes untersuchte Körnchen erwies sich als einzigartig in Struktur und Zusammensetzung, selbst wenn sie unmittelbar benachbart im gleichen Kristall eingeschlossen waren. Jedes Metallkörnchen hat demnach seine eigene Entstehungsgeschichte in der Frühphase des Sonnensystems und ist zu einem späteren Zeitpunkt von den Mineralen der Fremdlinge eingeschlossen worden.
Dieses Modelle erklären kaum, wie die bei niedrigen Temperaturen stabilen Oxide, Phosphate und Silikate die hohen Temperaturen und reduzierenden Bedingungen überstanden, die bei der Bildung der CAIs herrschten. Ein alternatives Modell für die Entstehung von Fremdlingen schlagen die Forscher um Blum und Wasserburg vom California Institute of Technology in Pasadena vor. Sie vermuten, dass die Fremdlinge nicht vor, sondern während der Bildung von CAIs entstanden. Aus den Calcium-Alumosilikatschmelzen schieden sich demnach Tröpfchen metallischer Schmelzen siderophiler Elemente ab. Diese Legierungen reagierten bei niedrigen Temperaturen (~500 °C) mit eindringenden Sauerstoff und Schwefel weiter zu Magnetit und Sulfiden. Unterstützt wird dieses Modell von aktuellen Experimenten und Untersuchungen von Platinmetallkörnchen verschiedener Meteore. Die meisten Eigenschaften dieser Legierungen sind im Einklang mit einer Entmischung aus einer Silikatschmelze.